# Jadwiga Skórzewska-Łosiak
Jadwiga Kazimiera Skórzewska-Łosiak (ur. 24 stycznia 1943 w Piotrkowie Trybunalskim, zm. 22 listopada 2021 w Konstancinie-Jeziornie) – polska prawniczka, sędzia Trybunału Konstytucyjnego.

## Życiorys
Córka Witolda i Jadwigi. Ukończyła studia na Wydziale Prawa i Administracji Uniwersytetu Warszawskiego. Od 1971 była sędzią Sądu Powiatowego w Warszawie, pracowała także w Ministerstwie Sprawiedliwości. Od 1975 do 1987 zajmowała stanowisko sędziego Sądu Wojewódzkiego w Warszawie, w okresie 1987–1989 wykonywała zawód adwokata.
W latach 80. działała w „Solidarności”. Była uczestniczką prac Centrum Obywatelskich Inicjatyw Ustawodawczych Solidarności. Z ramienia „Solidarności” brała udział w obradach Okrągłego Stołu w zespole ds. prawa i wymiaru sprawiedliwości. W latach 1989–1990 pełniła funkcję dyrektora Biura Prawnego Kancelarii Senatu, następnie do 1995 sprawowała urząd podsekretarza stanu w Ministerstwie Sprawiedliwości, odpowiadając za problematykę funkcjonowania sądów i legislację.
W lipcu 1995 Sejm wybrał ją na stanowisko sędziego Trybunału Konstytucyjnego (po śmierci Janiny Zakrzewskiej). Kadencję zakończyła w 2003, jej miejsce w TK zajął Adam Jamróz.

## Odznaczenia
Odznaczona Krzyżem Komandorskim Orderu Odrodzenia Polski (2003).